# Comuna de Krzemieniewo
Krzemieniewo (polaco: Gmina Krzemieniewo) é uma gminy (comuna) na Polónia, na voivodia de Grande Polónia e no condado de Leszczyński. A sede do condado é a cidade de Krzemieniewo.
De acordo com os censos de 2004, a comuna tem 8506 habitantes, com uma densidade 75 hab/km².

## Área
Estende-se por uma área de 113,44 km², incluindo:
- área agrícola: 79%
- área florestal: 13%

## Demografia
Dados de 30 de Junho 2004:
|                      | Total   | Total | Mulheres | Mulheres | Homens  | Homens |
| -------------------- | ------- | ----- | -------- | -------- | ------- | ------ |
|                      | pessoas | %     | pessoas  | %        | pessoas | %      |
| População            | 8506    | 100   | 4251     | 50       | 4255    | 50     |
| Densidade (pop./km²) | 75      | 100   | 37,5     | 37,5     | 37,5    | 37,5   |

De acordo com dados de 2002, o rendimento médio per capita ascendia a 1296,76 zł.

## Subdivisões
- Bielawy, Bojanice, Brylewo, Drobnin, Garzyn, Górzno, Hersztupowo, Karchowo, Kociugi, Krzemieniewo, Lubonia, Mierzejewo, Nowy Belęcin, Oporowo, Oporówko, Pawłowice, Stary Belęcin, Zbytki.

## Comunas vizinhas
- Gostyń, Krzywiń, Osieczna, Poniec, Rydzyna